# 胞子葉

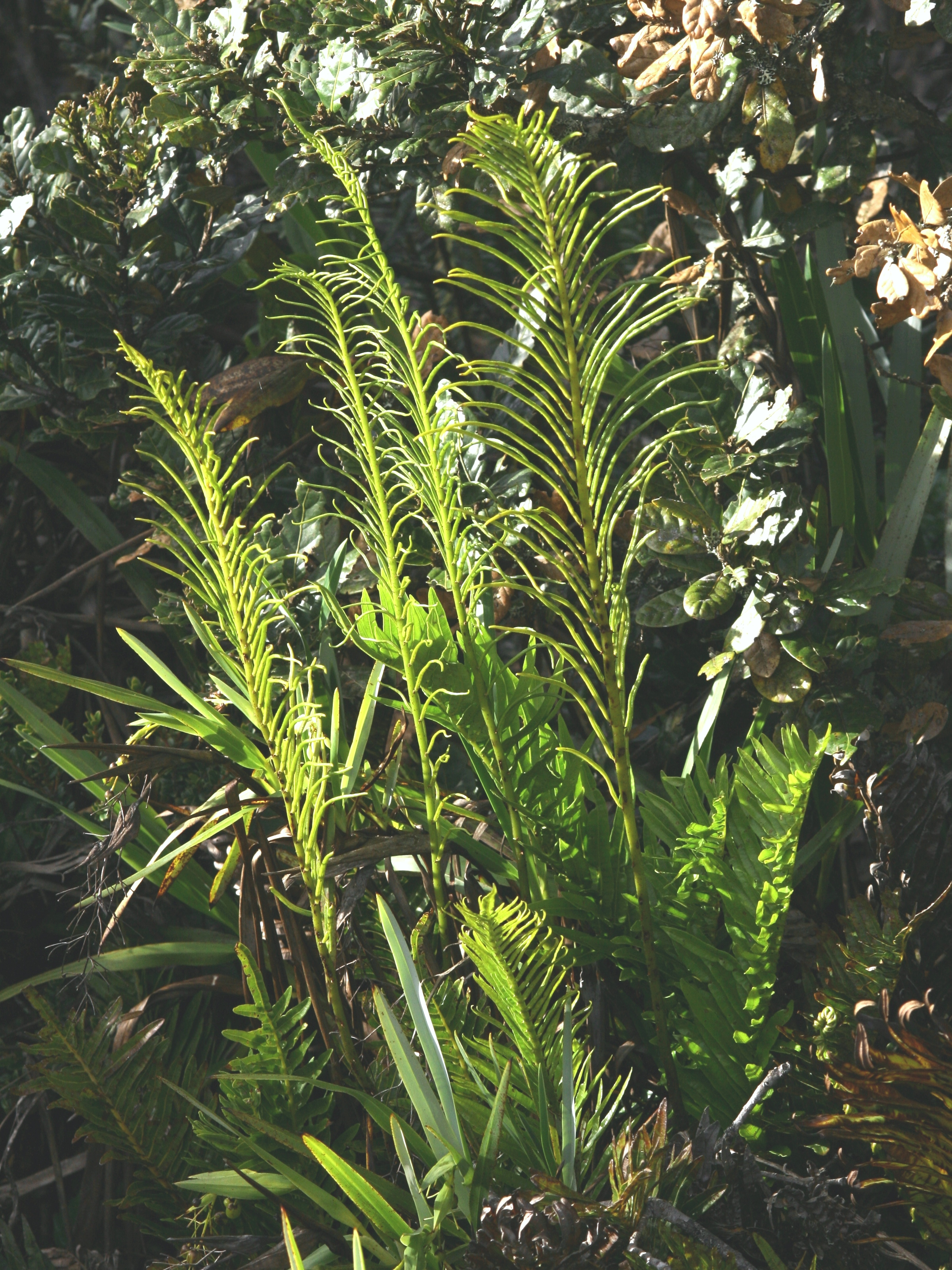
キジノオシダ属の一種 の栄養葉（下）と胞子葉（上）

胞子葉（ほうしよう、sporophyll）は維管束植物が持つ器官で、生殖に直接関連して胞子形成機能を持ち、胞子嚢（胞子囊、sporangium）を付けた葉の総称である。その形態は分類群によって多様である。
胞子葉は実葉（じつよう、fertile frond, fertile leaf）とも呼ばれる。一方、これに対して生殖器官を分化せず光合成を行う通常の葉（普通葉）を栄養葉（えいようよう、trophophyll）や裸葉（らよう、sterile frond, sterile leaf）という。

## 分類群と進化
陸上植物は全て、胞子体（胞子を形成する植物体、核相 2n）と配偶体 (配偶子を形成する植物体、核相 n) の世代交代を行い、胞子体は内部に減数分裂して胞子を生ずる胞子嚢（胞子囊）を持つ。ホルネオフィトン Horneophyton やリニア属 Rhynia といった「裸茎植物」と俗称される初期の陸上植物も胞子体に胞子嚢をつけていたが、葉を欠いていた。そのため、それらの化石記録から、胞子嚢の獲得は葉の獲得より先に起こったことが分かっている。このころの胞子嚢は軸性 (cauline) 構造で、軸に頂生または側生していた。のちに葉が進化することにより、胞子葉が生まれた。
現生の陸上植物はコケ植物と維管束植物からなる。このうち、胞子体を主な植物体とし、葉を持つのは維管束植物である。維管束植物は小葉植物と大葉植物からなり、それぞれの葉の起源は異なると考えられている。現生の維管束植物のうち、マツバラン類以外は基本的に葉を持ち、生殖に寄与する胞子嚢は葉と関連して形成されることが多い。
小葉植物の胞子葉は、明らかに変形した小葉である。小葉の出現に伴って胞子嚢がそれに接近し、胞子葉が生じたと推定されているが、小葉は胞子嚢を頂生する軸が退化してできたと考える仮説もある。小葉類の胞子葉では、胞子嚢は向軸側（上面）に形成される。
現生の大葉植物は大葉シダ植物と種子植物からなる。このうち、大葉シダ植物では、胞子嚢をつけた枝系が変形して大葉の胞子葉が生じたと考えられている。大葉シダ植物のうち、薄嚢シダ類の多くでは胞子嚢は胞子嚢群を形成し、胞子葉の背軸側（下面）の面上または縁辺に形成される。
種子植物に至るまでの進化段階として、胚珠（種子）を獲得しておらず胞子で繁殖するものの、種子植物と同じように形成層から作られる二次木部により材を作っていた前裸子植物と呼ばれる側系統の化石系統群が知られている。デボン紀の前裸子植物であるアネウロフィトン類でも胞子嚢は頂生であった。シダ種子類と呼ばれる初期の裸子植物では、胚珠をつける大胞子葉と小胞子嚢（花粉）をつける小胞子葉の分化が始まっていた。現生の種子植物はいずれも異形胞子性であり（詳細は下記参照）、胞子嚢内で配偶体を形成する内生胞子性である。すなわち、種子植物では雌性配偶体が胞子体に栄養を依存し、胚珠に包まれたまま種子となる。

### 性
陸上植物の生活環において、胞子生殖を行う胞子体世代は無性世代であり、もう一方の配偶体世代では大小の配偶子をつくり有性生殖を行う。そのため、配偶体は雌性配偶子（卵）と雄性配偶子（精子）のいずれを形成するかで雌雄の区別を持ち、胞子体は本来性の区別を持たない。多くの大葉シダ植物では、胞子（同形胞子）から発生した配偶体は両性で、精子と卵の両方を作る。
胞子を形成する植物には同形胞子性のものと異形胞子性のものがある。異形胞子性の植物では、雌性配偶体を生じる大胞子（雌性胞子）と雄性配偶体を生じる小胞子（雄性胞子）の2種類の異形胞子を形成する。それぞれが大胞子嚢（雌性胞子嚢）と小胞子嚢（雄性胞子嚢）と呼ばれる別の胞子嚢（異形胞子嚢）から生じる。すなわち、異形胞子性の植物では、胞子の段階から性が決定しており、それを産生する胞子体の生殖器官にも性の区別がある。
大胞子嚢を付ける胞子葉を大胞子葉（だいほうしよう、megasporophyll, macrosporophyll）、小胞子嚢をつける胞子葉を小胞子葉（しょうほうしよう、microsporophyll）という。大胞子葉は雌性胞子葉、小胞子葉は雄性胞子葉とも呼ばれる。
異形胞子性は、陸上植物の進化において少なくとも5回独立に進化したと考えられている。大葉シダ植物では、サンショウモ目を除く薄嚢シダ類は同形胞子性である。
小葉植物および大葉シダ植物の胞子体は性の区別はない一方、種子植物の胞子体では雌雄同株と雌雄異株の両方を含む様々な性表現を示す。

### 分類群と特徴
胞子葉の形態は分類群によって多様である。胞子葉は栄養葉とほとんど区別がつかないこともあれば、特殊化して専ら胞子生産のみを行うこともある。胞子嚢がつく位置も多様化しており、胞子葉を欠くものや、向軸側（上面）、背軸側（下面）、側方、先端など分類群によって異なる。また、胞子葉が密で円錐状に集まり、胞子嚢穂と呼ばれる構造を形成するものもある。
以下に各群における特徴をまとめる。
| 分類群       | 分類群           | 異形胞子性 | 胞子嚢形成位置                                                                                          | 胞子嚢形成位置                                                                                          | 胞子葉の形態とその集合                                            |
| ------------ | ---------------- | ---------- | --- | --- | ----------------------------------------------------------------- |
| 小葉植物     | ヒカゲノカズラ科 | 同形胞子   | 向軸側葉上 向軸側葉腋（コスギラン属）                                                                   | 向軸側葉上 向軸側葉腋（コスギラン属）                                                                   | 幅広い胞子葉からなる胞子嚢穂 シュートの生殖域（コスギラン属）     |
| 小葉植物     | イワヒバ科       | 異形胞子   | 向軸側葉腋                                                                                              | 向軸側葉腋                                                                                              | 胞子嚢穂                                                          |
| 小葉植物     | ミズニラ科       | 異形胞子   | 向軸側葉上                                                                                              | 向軸側葉上                                                                                              | 栄養葉と同様（ミズニラ科）                                        |
| 大葉シダ植物 | トクサ科         | 同形胞子   | 楯状の胞子嚢床の下面                                                                                    | 楯状の胞子嚢床の下面                                                                                    | （胞子葉なし）胞子嚢穂                                            |
| 大葉シダ植物 | マツバラン科     | 同形胞子   | 葉状突起の向軸側に腋生する単体胞子嚢群                                                                  | 葉状突起の向軸側に腋生する単体胞子嚢群                                                                  | （胞子葉なし）                                                    |
| 大葉シダ植物 | ハナヤスリ科     | 同形胞子   | 担胞子体の羽片上（ハナワラビ類） 担胞子体の組織中（ハナヤスリ類）                                       | 担胞子体の羽片上（ハナワラビ類） 担胞子体の組織中（ハナヤスリ類）                                       | 担栄養体とともに1つの立体的な葉を構成                             |
| 大葉シダ植物 | リュウビンタイ科 | 同形胞子   | 背軸面葉脈上の胞子嚢群または単体胞子嚢群                                                                | 背軸面葉脈上の胞子嚢群または単体胞子嚢群                                                                | 栄養葉と同形                                                      |
| 大葉シダ植物 | 薄囊シダ類       | 同形胞子   | 葉の背軸側から葉縁の胞子嚢群                                                                            | 葉の背軸側から葉縁の胞子嚢群                                                                            | 栄養葉とほぼ同形 栄養葉の一部（部分二形） 変形した胞子葉（二形）  |
| 大葉シダ植物 | サンショウモ目   | 異形胞子   | 羽片が変形した胞子嚢果の内側の先端及び側面（デンジソウ科） 胞子嚢群が変形した胞子嚢果（サンショウモ科） | 羽片が変形した胞子嚢果の内側の先端及び側面（デンジソウ科） 胞子嚢群が変形した胞子嚢果（サンショウモ科） | 胞子嚢果（デンジソウ科） 大胞子嚢果と小胞子嚢果（サンショウモ科） |
| 裸子植物     | ソテツ類         | 異形胞子   | 小胞子葉の背軸面                                                                                        | 大胞子葉の側方または背軸側                                                                              | 大胞子嚢穂（雌球花） 小胞子嚢穂（雄球花）                         |
| 裸子植物     | イチョウ類       | 異形胞子   | 小胞子葉の背軸面                                                                                        | 大胞子嚢穂の軸末端                                                                                      | 大胞子嚢穂 小胞子嚢穂                                             |
| 裸子植物     | 球果植物         | 異形胞子   | 小胞子葉の背軸面                                                                                        | 大胞子葉とされる軸の先端                                                                                | 球果（大胞子嚢穂） 雄球花（小胞子嚢穂）                           |
| 裸子植物     | グネツム類       | 異形胞子   | 小胞子葉の軸の先端                                                                                      | 杯状の苞（大胞子葉）の内側                                                                              | 大胞子嚢穂 小胞子嚢穂                                             |
| 被子植物     | 被子植物         | 異形胞子   | 小胞子葉（雄蕊）の先端                                                                                  | 大胞子葉（心皮）の向軸側                                                                                | 花葉（雄蕊・雌蕊）などからなる花                                  |

以下の節では、それぞれの分類群における胞子葉の詳細について解説する。

## 小葉植物
小葉植物の胞子葉では、胞子嚢は葉腋や向軸側基部に付着する。胞子嚢は真嚢性で、一群の表皮細胞が並層分裂することによって生じる。
胞子葉が集まって胞子嚢穂を形成するものもある。類群により様々な発達段階の胞子嚢穂を形成する。ミズニラ科やイワヒバ科（有舌類）では異型胞子性を持ち、大胞子葉と小胞子葉の区別を生じる。
小葉植物の基部系統であるゾステロフィルム類では、胞子葉を欠き、胞子嚢は集合して胞子嚢穂をなしていた。
ヒカゲノカズラ科のうち明瞭な胞子嚢穂を作る群では、胞子葉は大きさや形、色が栄養葉と異なっている。これは、胞子嚢を保護し胞子を分散するのに役立つと考えられている。葉は重なり合い、裂開は胞子葉とその上の胞子葉の背軸突起の間にできる。ミズスギなどでは胞子葉の背軸に突起を持ち、やや楯状になる。
ヒカゲノカズラ科でもコスギラン属 Huperzia では明瞭な胞子嚢穂は形成せず、栄養葉の領域と胞子嚢の集まった領域を作り、交互に出現する。その領域にある栄養葉は他の領域の普通葉と形態や配列に差はない。こういった種の胞子嚢は葉に腋生し、胞子葉の長軸に対して縦方向または横方向に裂開する。
イワヒバ科の胞子葉は全部同形で螺生するもの、同形で2列に並んだ四角柱状の胞子嚢穂を形成するもの、大小二形となり背腹側に各2列に並ぶものがある。いずれの場合も、明瞭な胞子嚢穂が形成される。胞子葉は栄養葉とあまり形態に差がない。胞子嚢は胞子葉1個に対し1個付き、葉腋に位置する。大胞子葉と小胞子葉は胞子嚢穂に混在することが多いが、下部が大胞子葉、上部が小胞子葉となるものもある。
ミズニラ科の葉は、潜在的にすべて胞子葉（大胞子葉または小胞子葉）となり得る。胞子葉は広がった基部を持ち、上部は尖る。胞子葉の原基が生じてすぐ、向軸側に小舌が形成される。発生の初期段階では小胞子葉と大胞子葉は区別できない。

## 大葉シダ植物
大葉シダ植物の多くでは、葉は光合成と生殖の両方を担っている。大葉シダ植物の胞子葉では、胞子嚢はふつう背軸面（裏面）や葉縁に付着する。多くは、背軸面の全体に胞子嚢が形成されるわけではなく、つく場所が決まっており、胞子嚢が集合して胞子嚢群（ソーラス、sorus）を形成する。
大葉シダ植物のうち、現生のトクサ類やマツバラン類は明瞭な胞子葉を欠く。トクサ類の生殖器官は胞子嚢穂、マツバラン類の生殖器官は単体胞子嚢群（聚嚢）と呼ばれる。現生トクサ類の胞子嚢穂には葉が形成されず、枝系の胞子嚢床から形成されているが、化石トクサ類であるスフェノフィルム目やロボク科では、胞子嚢床は葉（苞）によって保護されていた。
胞子葉は胞子を付けない栄養葉とは多少とも異形葉性を示す。異形葉性が顕著である場合、二形（にけい、dimorphic）と呼ばれる。特にゼンマイ（ゼンマイ科）やクサソテツ・イヌガンソク（コウヤワラビ科）、サンショウモ（サンショウモ科）などの胞子葉では葉身を欠く。サンショウモ科は異形胞子性を持ち、胞子葉は特に胞子嚢果と呼ばれる。また、ゼンマイのような葉身を欠く胞子嚢穂様の状態を "naked strobili" といい、葉身の退化によるものであると考えられている。二形の分化の程度が低いものもあり、オニマメヅタ Lepisorus pyriforme（ウラボシ科）では葉の頂部が伸びて、そこにだけ胞子嚢群をつける。リュウビンタイ類では、ダナエア属 Danaea のみが二形となる。異形葉性の分化の度合は同じ系統内であっても種によって異なる場合もあり、例えばゼンマイ科では、上記のように二形のもの（ゼンマイなど）だけでなく、部分二形のもの（オニゼンマイなど）も知られる。
葉全体が二形を示すだけでなく、1枚の葉の一部が変形して部分的に二形を示すこともあり、部分二形（ぶぶんにけい、hemidimorphic）という。部分二形では、胞子をつける羽片（fertile pinnae）と胞子をつけない羽片（sterile pinnae）を分化する。例えば、シロヤマゼンマイ（ゼンマイ科）では、1個の葉において、一部の羽片の実が胞子嚢をつける。カニクサ属の葉も部分二形を示し、1つの栄養葉の中で裂片の形が変化する。クマワラビ Dryopteris lacera（オシダ科）では、下部の羽片は胞子嚢をつけず、先端部の羽片のみが縮んで一面に胞子嚢群をつけ、胞子の散布後に部分的に枯れる。アネミア科では、下記のハナヤスリ類のような立体的な葉を形成する。アネミア科の葉は二次的に立体的に変化したと考えられている。
栄養葉と見かけ上変わりない形態の葉に胞子嚢を分化して胞子散布後は栄養葉と同等の機能を持つ種も多く、そのような葉を栄養胞子葉（えいようほうしよう、trophosporophyll）、または栄養生殖葉という。このようなものを、二形に対して同形（どうけい、monomorphic）という。リュウビンタイ類の多くは同形で、背軸面の葉縁に単体胞子嚢群を散在させる。二形であってもその差が大きくないものもあり、オサシダ Spicantopsis amabilis（シシガシラ科）、ミヤマシケシダ Deparia pycnosora（メシダ科）やヒメシダ Thelypteris palustris（ヒメシダ科）などに知られる。

### ハナヤスリ類
ハナヤスリ科の葉は、胞子葉と栄養葉が合体した構造をなし、立体的分枝を行う。
1つの葉が立体的に分枝して担栄養体（たんえいようたい、trophophore; 栄養小葉）と担胞子体（たんほうしたい、sporophore; 胞子小葉）に分化する。担胞子体と担栄養体の共通柄の部分は担葉体（たんようたい、phyllomophore; 共通柄、common stalk）と呼ばれる。これは、大葉化が進む過程で原始的な立体二又分枝が残されたものと見なされており、コエノプテリス類の二又分枝系との関連が指摘されている。
ハナヤスリ科のうち、ハナヤスリ類の胞子葉は棒状で、胞子嚢が1本の軸の両縁に付き、組織にうずくまって互いに癒合するのに対し、ハナワラビ類は羽状に分岐し、胞子嚢が軸の縁に並んで付く。ミヤコジマハナワラビ属では、胞子葉は分岐せず1本の軸状で、胞子嚢が軸の縁に並んで付く。

## 種子植物
種子植物も胞子を形成するが、胞子散布は行わない。前述の通り異形胞子性であるため、胞子は大胞子（雌性胞子）と小胞子（雄性胞子）が形成される。雌性配偶体被子植物の雌性胞子は遊離核分裂により8核を形成し、引き続いて細胞質分裂を起こし、7細胞からなる胚嚢（雌性配偶体）を形成する。胚珠（種子）はこの胚嚢とそれを包む珠皮からなる。
種子植物の胞子葉は著しく変形しており、大胞子葉と小胞子葉の区別を生じ、両者で大きく形態が異なっている。現生裸子植物の針葉樹類が形成する球果（球花）と、被子植物が形成する果実（花）は、種子（胚珠）および胞子葉からなる。種子植物の大胞子嚢（雌性胞子嚢）は珠心と呼ばれ、珠皮に覆われる。つまり、種子植物が形成する種子は大胞子（雌性胞子）が大胞子嚢の内部にあるまま雌性配偶体形成、造卵器形成、受精を行い、胚発生の進んだ胞子体を担った状態で大胞子嚢ごと珠皮に覆われた構造である。一方、小胞子葉では、小胞子嚢（雄性胞子嚢）の中で数千個の小胞子（雄性胞子）が形成され、小胞子嚢内で分裂した小胞子が1つの雄原細胞、1つの花粉幹細胞、2つの配偶体細胞からなる花粉（雄性配偶体）となる。花粉は雄性配偶体と花粉壁からなる。

### 現生裸子植物
裸子植物のそれぞれの胞子葉は集合し、小胞子葉は雄性胞子嚢穂、大胞子葉は雌性胞子嚢穂（球果）を形成する。
小胞子葉の形態は分類群によって異なる。グネツム類では被子植物の雄蕊に似ており、小胞子葉は数枚の小苞とともに1個から数個集まってシュートを作り、さらにそれを抱く苞を持つ複合胞子嚢穂を形成する。イチョウ類では枝状で、軸のみに退縮しており、先端に2つの小胞子嚢をつける。ソテツ類や針葉樹類では葉状で、背軸面に胞子嚢をつける。
大胞子葉も同様で、グネツム類では胚珠はコップ状の苞に包まれ、イチョウ類では軸端に胚珠がつく。ソテツ類では大胞子葉の葉縁または楯の内面に付着する。針葉樹類は大胞子葉と考えられている種鱗の向軸面に胚珠が付着している。

### 被子植物
被子植物は、生殖器官として花を作る。花は花葉（花器官）と呼ばれる葉的器官からなる。花葉のうち、雄蕊や雌蕊は胞子葉が変形してできたものであり、これを実花葉（じつかよう、fertile floral leaf）という。それに対し、直接生殖器官を分化しない萼片と花弁（花被片）は裸花葉（らかよう、sterile floral leaf）と呼ばれる。裸子植物では大胞子葉と小胞子葉はそれぞれ大胞子嚢穂と小胞子嚢穂（単性胞子嚢穂）をなし、別の枝に付いているのに対し、被子植物では小胞子葉と大胞子葉をまとめてつける花（両性胞子嚢穂）を獲得する進化が起こった。
小胞子葉は雄蕊となり、軸状や幅の狭い葉状に変化している。原始的な形態と考えられている基部被子植物では、雄蕊は葉状構造で、中央脈の両側にそれぞれ1対の胞子嚢をつける。しかし、多くの被子植物では、雄蕊は細い花糸と、その先端についた葯とからなる。葯は多く、2対となった4個の小胞子嚢でできている。4個の小胞子嚢からなる典型的な雄蕊では、各胞子嚢は若い葯の隅に位置する。一部の科では小胞子嚢は2個のみである。
大胞子葉は心皮となり、胚珠を向軸側から包み込んでいる。雌蕊は心皮の表面に胚珠が形成された器官である。胚珠は、その中で減数分裂と大胞子形成が行われるため、機能的には大胞子嚢であるが、1–2枚の珠皮と珠心、珠柄からなり、胞子嚢そのものではない。

## 褐藻
褐藻類は一次植物ではなく、根・茎・葉といった器官は維管束植物のものに限定されることが多い。しかし、コンブやワカメのような一部の褐藻類は、付着器（根状部）・茎状部・葉状部という高度な組織分化がみられる例があり、慣習的に根・茎・葉の語が用いられる。特にアイヌワカメ科では、遊走子を放出する単子嚢群を形成する部分である子嚢斑が藻体の一部に分化しており、その部分は「胞子葉（成実葉）」と呼ばれる。これは茎の両側にできる葉片状の構造で、コンブ科では葉面に分布していた子嚢斑が藻体基部の茎状部に収束し、新たに形成されたものであると考えられている。ワカメのそれは、通称メカブ（芽株）と呼ばれる。